# Ephippianthus
Ephippianthus là một chi thực vật có hoa trong họ, Orchidaceae.